# Ahlam Hind we Kamilia
Ahlam Hind we Kamilia (àrab: أحلام هند وكاميليا, Aḥlām Hind wa-Kāmīliyā, ‘Els somnis de Hind i Camelia’) és una pel·lícula egípcia dirigida per Mohamed Khan, estrenada el 1988.

## Sinopsi
Dues amigues, Camelia i Hind, mestresses de cases que viuen en famílies burgeses, busquen fugir per trobar la seva felicitat.

## Repartiment
- Naglaa Fathi: Camelia
- Aida Reyad: Hind
- Ahmed Zaki: Eid